# Partit Nacional Feixista
El Partit Nacional Feixista (PNF) va ser un partit polític italià, màxima expressió del feixisme i únic partit legal durant la dictadura de Benito Mussolini.

## Història
El PNF va ser fundat a Roma, el 7 de novembre de 1921 per iniciativa de Mussolini en convertir-se en partit els Fasci Italiani di combattimento. Els feixistes van conquistar el poder el 28 d'octubre de 1922, en ser nomenat Mussolini cap de govern després de la marxa sobre Roma. Creant una llei electoral que beneficiava als guanyadors, el PNF va aconseguir la majoria absoluta l'abril de 1924. Aquest triomf va ser durament criticat per l'oposició que va denunciar nombroses irregularitats, sobretot el diputat socialista Giacomo Matteotti, assassinat poc després de les seves denúncies.
El partit es va convertir en l'únic permès des de 1928 a 1943. No obstant això, el PNF fou dissol amb l'arrest de Mussolini. Amb l'alliberament del dictador pels alemanys, el partit es refundà amb el nom de Partit Feixista Republicà, que conclourà la seva existència amb la mort del Duce.
L'actual Constitució d'Itàlia (vigent des de 1948) prohibeix expressament la refundació del PNF.

## Resultats electorals

### Parlament Italià
| Any  | Líder            | Vots       | %    | Escons    | +/– | Pos. |
| ---- | ---------------- | ---------- | ---- | --------- | --- | ---- |
| 1924 | Benito Mussolini | 4,653,488  | 64.9 | 375 / 535 | 375 | = 1r |
| 1929 | Benito Mussolini | 8,517,838  | 98.4 | 400 / 400 | 25  | = 1r |
| 1934 | Benito Mussolini | 10,043,875 | 99.8 | 400 / 400 | =   | = 1r |

## Secretaris del PNF
- Michele Bianchi (1921 - 1923)
- dirección colegiada (1923)

triumvirat: Michele Bianchi, Nicola Sansanelli i Giuseppe Bastianini
- Francesco Giunta (1923 - 1924)
- direcció col·legiada (1924 - 1925)

quadriumvirat: Roberto Forges Davanzati, Cesare Rossi, Giovanni Marinelli e Alessandro Melchiorri
- Roberto Farinacci (1925 - 1926)
- Augusto Turati (1926 - 1930)
- Giovanni Giuriati (1930 - 1931)
- Achille Starace (1931 - 1939)
- Ettore Muti (1939 - 1940)
- Adelchi Serena (1940 - 1941)
- Aldo Vidussoni (1941 - 1943)
- Carlo Scorza (1943)